# Veinge-Tjärby distrikt
Veinge-Tjärby distrikt är ett distrikt i Laholms kommun och Hallands län. 
Distriktet ligger norr om Laholm. 

## Tidigare administrativ tillhörighet
Distriktet inrättades 2016 och utgörs av socknarna Veinge och Tjärby i Laholms kommun.
Området motsvarar den omfattning Veinge-Tjärby församling hade vid årsskiftet 1999/2000 och som den fick 1998 när socknarnas församlingar gick samman.